# 14223 Dolby
14223 Dolby este o planetă minoră (asteroid) din Mars-crossing asteroid⁠(d). A fost descoperită pe 3 decembrie 1999 la Fountain Hills Observatory⁠(d) de Charles W. Juels⁠(d). 
Obiectul prezintă o orbită caracterizată de o semiaxă mare de 2,3721235 UAi, o excentricitate de 0,2998, o înclinație de 3,83536 ° în raport cu ecliptica.